# Kanurennsport-Weltmeisterschaften 2025
Die 49. Kanurennsport-Weltmeisterschaften finden vom 20. bis 24. August 2025 in Mailand in Italien statt. Veranstaltet werden die Weltmeisterschaften von der International Canoe Federation (ICF).
Nach 10 Jahren kehren somit die Kanurennsport-Weltmeisterschaften nach Mailand zurück.

## Ergebnisse

### Männer

#### Kanadier
| Disziplin | Disziplin | Gold | Silber | Bronze |
| --------- | --------- | ---- | ------ | ------ |
| C1        | 200 m     |      |        |        |
| C1        | 500 m     |      |        |        |
| C1        | 1000 m    |      |        |        |
| C1        | 5000 m    |      |        |        |
| C2        | 500 m     |      |        |        |
| C4        | 500 m     |      |        |        |

#### Kajak
| Disziplin | Disziplin | Gold | Silber | Bronze |
| --------- | --------- | ---- | ------ | ------ |
| K1        | 200 m     |      |        |        |
| K1        | 500 m     |      |        |        |
| K1        | 1000 m    |      |        |        |
| K1        | 5000 m    |      |        |        |
| K2        | 500 m     |      |        |        |
| K4        | 500 m     |      |        |        |

### Frauen

#### Kanadier
| Disziplin | Disziplin | Gold | Silber | Bronze |
| --------- | --------- | ---- | ------ | ------ |
| C1        | 200 m     |      |        |        |
| C1        | 500 m     |      |        |        |
| C1        | 1000 m    |      |        |        |
| C1        | 5000 m    |      |        |        |
| C2        | 500 m     |      |        |        |
| C4        | 500 m     |      |        |        |

#### Kajak
| Disziplin | Disziplin | Gold | Silber | Bronze |
| --------- | --------- | ---- | ------ | ------ |
| K1        | 200 m     |      |        |        |
| K1        | 500 m     |      |        |        |
| K1        | 1000 m    |      |        |        |
| K1        | 5000 m    |      |        |        |
| K2        | 500 m     |      |        |        |
| K4        | 500 m     |      |        |        |

### Para-Kanu

#### Männer
| Disziplin | Gold | Silber | Bronze |
| --------- | ---- | ------ | ------ |
| KL1 200 m |      |        |        |
| KL2 200 m |      |        |        |
| KL3 200 m |      |        |        |
| VL1 200 m |      |        |        |
| VL2 200 m |      |        |        |
| VL3 200 m |      |        |        |

#### Frauen
| Disziplin | Gold | Silber | Bronze |
| --------- | ---- | ------ | ------ |
| KL1 200 m |      |        |        |
| KL2 200 m |      |        |        |
| KL3 200 m |      |        |        |
| VL1 200 m |      |        |        |
| VL2 200 m |      |        |        |
| VL3 200 m |      |        |        |

## Medaillenspiegel
| Platz  | Land   | Gold | Silber | Bronze | Gesamt |
| ------ | ------ | ---- | ------ | ------ | ------ |
| 1      |        | –    | –      | –      | 0      |
| 2      |        | –    | –      | –      | 0      |
| 3      |        | –    | –      | –      | 0      |
| 4      |        | –    | –      | –      | 0      |
| 5      |        | –    | –      | –      | 0      |
| 5      |        | –    | –      | –      | 0      |
| 7      |        | –    | –      | –      | 0      |
| 8      |        | –    | –      | –      | 0      |
| 9      |        | –    | –      | –      | 0      |
| 10     |        | –    | –      | –      | 0      |
| 11     |        | –    | –      | –      | 0      |
| 12     |        | –    | –      | –      | 0      |
| 13     |        | –    | –      | –      | 0      |
| 14     |        | –    | –      | –      | 0      |
| Gesamt | Gesamt | 0    | 0      | 0      | 0      |